# Vergiftete Süßigkeiten zu Halloween

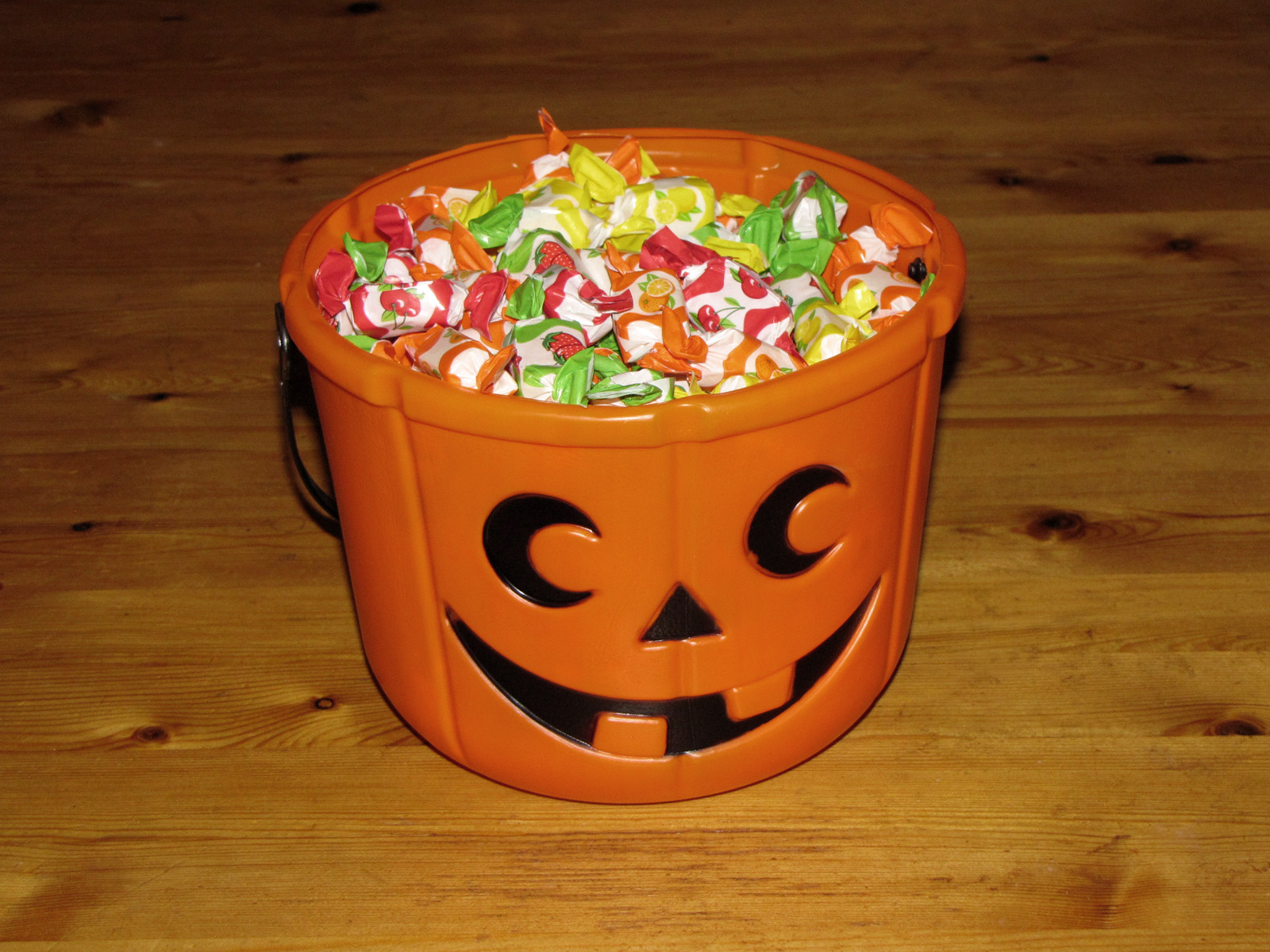
Süßigkeiteneimer mit Halloween-Motiv

Vergiftete Süßigkeiten zu Halloween (englisch Poisoned Candy Myths oder Poisoned Candy Scare) ist die urbane Legende, dass Übeltäter zu Halloween Süßigkeiten mit gefährlichen Inhalten wie Gift, Rasierklingen oder Scherben an Kinder verteilen würden. Diese Legende hat sich hartnäckig gehalten, obwohl bisher lediglich ein einziger Todesfall bekannt wurde, der zudem von diesem Mythos beeinflusst war. Gleichwohl gibt es tatsächlich Fälle, in denen Halloween-Süßigkeiten anderweitig manipuliert wurden, um Kinder zu schädigen.

## Geschichte
Der Mythos von vergifteten Süßigkeiten ist so alt wie der Halloween-Brauch, der im Zuge der Irischen Renaissance in den Vereinigten Staaten aufkam und eng verbunden mit der Industriellen Revolution, als auch die Lebensmittelproduktion industrialisiert wurde und dabei neue, für viele Privatpersonen unbekannte Zutaten verwendet wurden. Einige Ärzte gaben der Lebensmittelindustrie die Schuld, wenn Kinder ohne ersichtlichen Grund krank wurden oder gar starben. Tatsächlich ist kein einziger Fall bekannt, bei dem eine einzelne Süßigkeit die Hauptursache für Krankheit oder Tod eines Kindes war.
In den 1890ern und 1900er Jahren beschäftigten sich das US Bureau of Chemistry und andere staatliche Stellen mit Berichten über vergiftete Süßigkeiten im ganzen Land. Auch hier wurde kein Hinweis gefunden, dass systematisch giftige Stoffe in die Produktion verwendet worden wären. Schädliche Stoffe, insbesondere bei billigen Bonbons, wurden jedoch tatsächlich gefunden. So waren einige Bonbons mit Kupfer belastet, das durch die Verwendung von minderwertigen Pfannen hineingelangt war, in anderen Fällen wurden giftige Teerfarben festgestellt. Auch wenn diese Stoffe sicherlich nicht besonders gesundheitsförderlich waren, so ist kein Fall bekannt, bei dem Kinder absichtlich vergiftet wurden. Tatsächlich basierten die meisten Fälle, bei denen Kinder zu Halloween krank wurden, auf Überernährung sowie Lebensmittelvergiftungen, die andere Ursachen hatten, zum Beispiel mangelnde Hygiene oder verdorbenes Fleisch.
Gerüchte über vergiftete Süßigkeiten zu Halloween hielten sich jedoch hartnäckig. Bekannt wurde der Fall eines Zahnarztes in Kalifornien, der 1959 Abführmittel in Bonbons versteckte. Er wurde der Erregung öffentlichen Ärgernisses und der ungesetzlichen Verabreichung von Medikamenten schuldig gesprochen. 1964 war es eine Frau aus Long Island, die verschiedene ungenießbare Stoffe als Süßigkeiten an Teenager verteilte, die sie für zu alt zum Süßigkeitensammeln hielt. Dabei handelte es sich um Stahlwolle, Hundekuchen und Ameisenköder. Tatsächlich wurde niemand geschädigt. Die Frau wurde später schuldig gesprochen, das Leben von Kindern gefährdet zu haben. Im gleichen Jahr warnten einige Zeitungen in Detroit vor leimgefüllten Bonbons und in Philadelphia vor Süßigkeiten, die mit Rattengift versetzt gewesen seien.
Der Höhepunkt der Hysterie wurde in den 1970ern und 1980ern erreicht. So berichtete 1970 die New York Times vor Halloween von vergifteten Süßigkeiten und möglichen Gefahren zu Halloween, allerdings ohne konkreten Bezug oder Beweis.

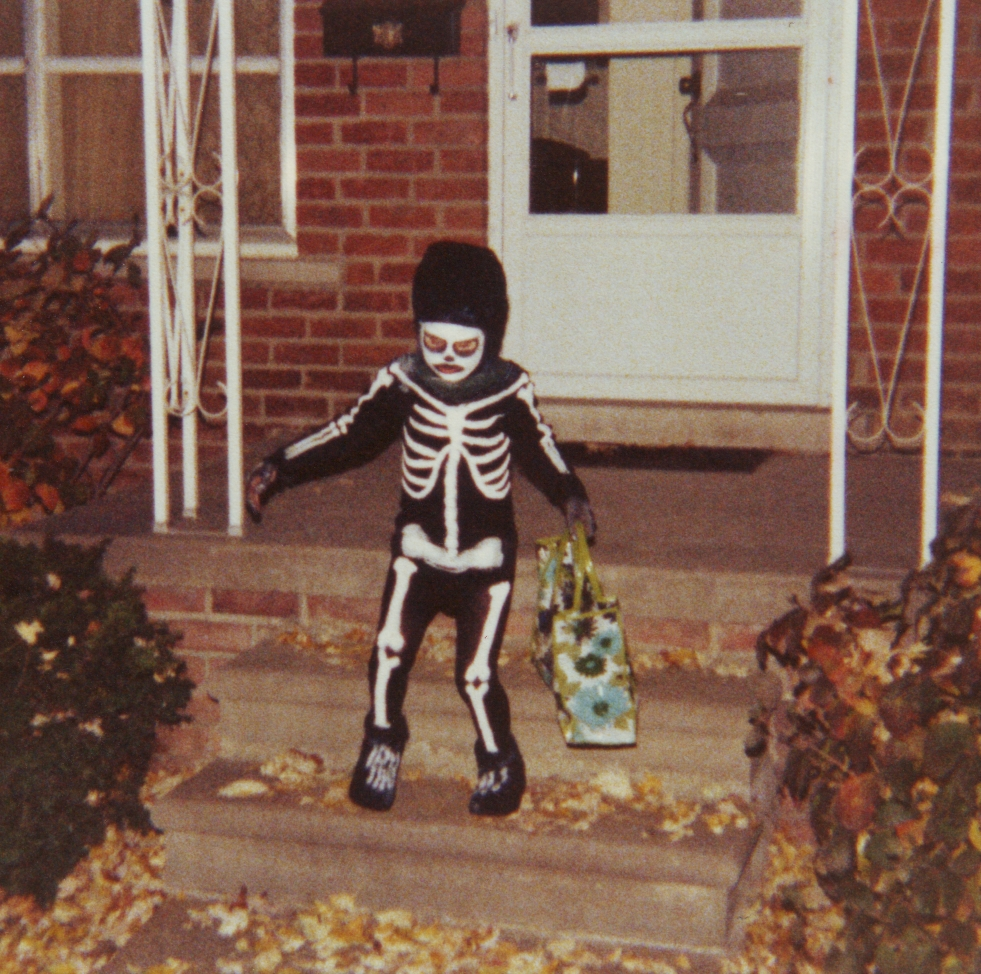
Kind mit Süßigkeitentasche

In den 1980ern gab es einige Fälle von Nachahmungstaten der sogenannten Tylenol-Morde von Chicago. Dabei hatte jemand einzelne Kapseln des Schmerzmittels Tylenol mit Zyankali gefüllt und so sieben Menschen getötet. Zur Verbreitung des Mythos trugen vor allem die Kolumnistinnen Abigail Van Buren („Dear Abby“) und ihre Zwillingsschwester Ann Landers („Ask Ann Landers“) bei, die das Thema zu Halloween 1983 und 1995 behandelten.
Zur Verbreitung des Mythos trugen außerdem mehrere Todesfälle bei, die jedoch nicht auf vergifteten Süßigkeiten beruhten oder bei denen dies nicht bewiesen werden konnte:
- 1970 verzehrte ein fünf Jahre alter Junge Heroin aus dem Besitz seines Onkels und verstarb nach einem fünftägigen Koma. Seine Familie versuchte, den Onkel zu beschützen, und erfand angeblich vergiftete Halloween-Süßigkeiten.[9]
- 1974 tötete Ronald Clark O’Bryan in Deer Park seinen acht Jahre alten Sohn mit einer mit Zyankali versetzten Packung Brausepulver, die er in dessen gesammelten Süßigkeiten platzierte. Um den Mord zu vertuschen, verteilte er weitere Packungen an Kinder in der Nachbarschaft. Tatsächlich ging es ihm um die Lebensversicherung seines Sohnes. Er wurde des Verbrechens überführt und 1984 hingerichtet. Später wurde er als „Candy Man“ und „The Man Who Killed Halloween“ bekannt.[4]
- 1978 verstarb ein zwei Jahre alter Junge nach dem Verzehr von Halloween-Süßigkeiten. Allerdings waren diese nicht die Ursache, es konnte darin kein Gift festgestellt werden.[10]
- In Kalifornien berichteten einige Zeitungen über ein Mädchen, das angeblich zu Halloween 1990 an vergifteten Süßigkeiten gestorben sei. Tatsächlich litt das Mädchen an Kardiomegalie, die für ihren Tod verantwortlich war.[10]
- Zu Halloween 1991 verstarb ein 31 Jahre alter Familienvater in Washington D.C. an Herzversagen, nachdem er Süßigkeiten seiner Kinder gegessen hatte. Nachdem die Washington Times ohne Kenntnis der Autopsie-Ergebnisse darüber berichtet hatte, vernichteten besorgte Eltern die Süßigkeitenvorräte ihrer Kinder.[11]
- 2001 verstarb ein vier Jahre altes Mädchen, das vorher Halloween-Süßigkeiten gegessen hatte, an einer Streptokokken-Infektion.[10]

Des Weiteren gab es mehrere glimpflich ausgegangene Fälle, die trotzdem den Mythos nährten:
- 1982 kam es in Detroit zu einem Fall, bei dem ein behandelnder Arzt die Testergebnisse eines kranken Jugendlichen fehlinterpretierte und eine Vergiftung annahm, was sich später als falsch herausstellte.[11]
- 1988 fand die Polizei Strychnin in einer Packung Sunkist-Trinkpäckchen in einem Laden in New Jersey. Die Geschichte wurde zwar im Oktober publiziert, hatte aber keinen Bezug zu Halloween. Die Firma zog sofort alle Packungen des betroffenen Produkts aus dem Verkehr, obwohl es sich nur um einen Einzelfall handelte.[11]
- Zu Halloween 1994 erlitt ein drei Jahre alter Junge in British Columbia eine Kokainvergiftung. Ähnlich wie im Fall von 1970 hatte der Junge wohl die Drogenvorräte eines Verwandten gefunden, die Medien berichteten zunächst aber über vergiftete Süßigkeiten.[11]
- Zu Halloween 1996 kollabierte ein sieben Jahre alter Junge in San José und wurde fälschlicherweise positiv auf Kokain getestet.[11]
- 2000 verteilte ein ahnungsloser Hausbewohner in Hercules mit Marihuana gefüllte Snickers-Verpackungen an Kinder aus der Nachbarschaft. Er war Postbeamter und hatte Schokoriegel und diverse Konserven aus unzustellbaren Postsendungen an eine örtliche Wohltätigkeitsorganisation liefern sollen, die Süßigkeiten aber für seinen eigenen Gebrauch behalten.[11]

Mehrere Fälle von gezielt manipulierten Süßigkeiten sind allerdings belegt; hier wurde jedoch kein Gift eingesetzt, sondern Metallteile in den Produkten versteckt:
- Im schwedischen Skelleftea wurden 2024 Süßigkeiten mit Stahldraht, Büroklammern und Schrauben entdeckt. Die Vorfälle erstrecken sich über mehrere Jahre.[1]
- In Rehden, Landkreis Diepholz, wurde 2024 Schokolade mit einem eingearbeiteten Nagel bemerkt.[12][13]
- Im nördlichen Polen tauchten ebenfalls 2024 Halloween-Süßigkeiten mit Metallteilen auf.[14]
- Metallteile, die 2024 in Neufundland, Kanada, in Süßigkeiten gefunden wurden, stammen vermutlich aus dem Produktionsprozess und wurden nicht vorsätzlich eingearbeitet.[15]

## Untersuchungen
Joel Best von der University of Delaware untersuchte insgesamt 90 Berichte von US-Medien aus den Jahren 1958 bis 1983 über vergiftete Süßigkeiten sowie Vergiftungsversuche, die aus Krankenhäusern gemeldet wurden. Tatsächlich fand er vor allem Fälle, bei denen Erwachsene oder Kinder versuchten, Aufmerksamkeit zu erregen. Er schloss aber nicht aus, dass es Versuche gegeben hatte, Kinder mit Süßigkeiten zu vergiften. Die fünf Todesfälle in diesem Zeitraum waren jedoch nicht darauf zurückzuführen. Best bezeichnete die Hysterie daher als urbane Legende. Statistisch häufiger als vergiftete Süßigkeiten seien dagegen an Halloween Fälle von Vandalismus, rassistische Übergriffe und Verkehrsunfälle, in die Kinder verwickelt seien. Bests Untersuchung wurde 1990 in seinem Buch Threatened Children mit neuem Datenmaterial fortgesetzt. 2013 publizierte er ein erneutes Update. Allerdings fand Best in seiner Untersuchung mindestens achtzig Fälle, bei denen in Halloween-Süßigkeiten gefährliche Objekte wie Rasierklingen, Nadeln und Reißzwecken versteckt worden waren. Lediglich bei zehn der Fälle sei es jedoch zu – leichten – Verletzungen gekommen.
Der einzige bekannte Fall, bei dem ein Kind durch vergiftete Süßigkeiten zu Tode kam, bleibt der Sohn von Ronald Clark O’Bryan. Vermutlich verwendete der Täter bewusst den Mythos, um seine Tat zu verschleiern.